# 阿富汗国家女子足球队
阿富汗国家女子足球队（達利語：‎）是阿富汗的女子国家队，曾由阿富汗足球協會負責管理。
由于阿富汗的社會環境以及有關穆斯林女子足球队的争议，阿富汗国家女子足球队一直难以获得长期赞助。2010年5月，丹麦体育品牌熊蜂贊助阿富汗男、女、青年足球队。
2010年12月，阿富汗国家女子足球队前往孟加拉国科克斯巴扎爾參加南亚足球联合会女子足球锦标赛，期间阿富汗国家女子足球队與尼泊尔的比賽是該女子國家隊的首場正式国际比赛。2012年2月16日，阿富汗女子國家隊以2比0的比分战胜卡塔尔，这是他们在国际比赛中的首场胜利。2014年6月10日，阿富汗足协从南亚足球联合会转为中亚足球联合会。
2021年8月15日喀布尔战役後，阿富汗國家女足隊長與國際職業足球員協會律師及顧問團隊成員致力與澳洲、美國、英國等6國合作，將運動員及他們的家屬列入撤離名單及飛往安全地點班機上。8月24日，包括阿富汗國家女子足球隊員在內的75人為逃離塔利班而從喀布爾搭乘班機離開阿富汗，國際職業足球員協會感謝澳洲政府讓阿富汗女足隊員、職員及其家屬得以撤離。。